# Campionato mondiale maschile di pallacanestro 2014
Il XVII Campionato mondiale maschile di pallacanestro si è svolto in Spagna dal 30 agosto al 14 settembre 2014. È stata la prima edizione con la nuova denominazione FIBA World Cup. A vincere il titolo sono stati gli Stati Uniti, che hanno battuto in finale la Serbia.

## Squadre partecipanti
Come per la precedente edizione, vi partecipano 24 squadre, divise per la fase eliminatoria in 4 gruppi da 6 ciascuno. Le prime quattro squadre classificate di ogni gruppo, accedono alla fase ad eliminazione diretta.
Oltre alla Spagna, qualificata come paese ospitante, sono presenti gli Stati Uniti, vincitori dei Giochi di Londra 2012. Dopo i rispettivi tornei continentali del 2013 si sono qualificate: Angola, Egitto e Senegal (AfroBasket); Argentina, Messico, Porto Rico e Rep. Dominicana (Americas Championship); Corea del Sud, Filippine e Iran (Asia Championship); Australia e Nuova Zelanda (Oceania Championship); Croazia, Francia, Lituania, Slovenia, Ucraina e Serbia (EuroBasket). Hanno beneficiato della wild card FIBA: Brasile, Finlandia, Grecia e Turchia.
I quattro gruppi sono stati sorteggiati il 3 febbraio 2014:
| Gruppo A                                  | Gruppo B                                              | Gruppo C                                                            | Gruppo D                                                 |
| ----------------------------------------- | ----------------------------------------------------- | ------------------------------------------------------------------- | -------------------------------------------------------- |
| Spagna Serbia Francia Brasile Egitto Iran | Filippine Senegal Porto Rico Argentina Grecia Croazia | Rep. Dominicana Turchia Stati Uniti Finlandia Nuova Zelanda Ucraina | Slovenia Lituania Angola Corea del Sud Messico Australia |

## Sedi delle partite
| Madrid                                                         | Barcellona                        | Barakaldo                      | Siviglia                                                     | Granada                                                  | Las Palmas                          |
| -------------------------------------------------------------- | --------------------------------- | ------------------------------ | ------------------------------------------------------------ | -------------------------------------------------------- | ----------------------------------- |
| Palacio de Deportes de la Comunidad de Madrid Capacità: 15 000 | Palau Sant Jordi Capacità: 17 960 | Bizkaia Arena Capacità: 15 500 | Palacio Municipal de los Deportes San Pablo Capacità: 10 200 | Palacio Municipal de Deportes de Granada Capacità: 9 500 | Gran Canaria Arena Capacità: 10 200 |
|                                                                |                                   |                                |                                                              |                                                          |                                     |

## Regolamento
Le 24 squadre sono state suddivise in 4 gruppi, composti da 6 squadre ciascuno. Accedono alla fase a eliminazione diretta le prime 4 classificate di ciascun gruppo.

## Calendario

### Fase a gruppi

#### Gruppo A
| Pos. | Squadra | Pt | G | V | P | PF  | PS  | DP   |
| ---- | ------- | -- | - | - | - | --- | --- | ---- |
| 1.   | Spagna  | 10 | 5 | 5 | 0 | 440 | 314 | +126 |
| 2.   | Brasile | 9  | 5 | 4 | 1 | 416 | 333 | +83  |
| 3.   | Francia | 8  | 5 | 3 | 2 | 376 | 357 | +19  |
| 4.   | Serbia  | 7  | 5 | 2 | 3 | 387 | 378 | +9   |
| 5.   | Iran    | 6  | 5 | 1 | 4 | 344 | 406 | -62  |
| 6.   | Egitto  | 5  | 5 | 0 | 5 | 311 | 486 | -175 |

##### Risultati
| Arbitri: | Jorge Vasquez Rüştü Nuran Michael Weiland |

|              |          |                               |
| el-Gammal 12 | Punti    | 15 Teodosić                   |
| el-Sabagh 5  | Assist   | 4 Bogdanović, Jović, Marković |
| Kejo 5       | Rimbalzi | 9 Birčević                    |

| Arbitri: | Christos Christodoulou Anthony Jordan Vaughan Mayberry |

|         |          |                       |
| Diaw 15 | Punti    | 16 Marcelinho Huertas |
| Diaw 5  | Assist   | 5 Marcelinho Huertas  |
| Diaw 6  | Rimbalzi | 9 Anderson            |

| Arbitri: | Guerrino Cerebuch Yuji Hirahara Borys Ryžyk |

|            |          |             |
| Kamrani 18 | Punti    | 33 P. Gasol |
| Bahrami 4  | Assist   | 5 Rubio     |
| Haddadi 15 | Rimbalzi | 10 M. Gasol |

| Arbitri: | Guerrino Cerebuch Borys Ryžyk Jorge Vázquez |

|              |          |              |
| Raduljica 21 | Punti    | 19 Lauvergne |
| Teodosić 5   | Assist   | 6 Heurtel    |
| Raduljica 7  | Rimbalzi | 6 Batum      |

| Arbitri: | Michael Weiland Oļegs Latiševs Rüştü Nuran |

|                      |          |                   |
| Alex 12              | Punti    | 13 Jamshidi       |
| Marcelinho Huertas 6 | Assist   | 2 Afagh, Jamshidi |
| Tiago, Anderson 6    | Rimbalzi | 7 Haddadi         |

| Arbitri: | Anthony Jordan Christos Christodoulou Vaughan Mayberry |

|          |          |              |
| Ibaka 18 | Punti    | 16 el-Gammal |
| Rubio 7  | Assist   | 3 el-Gammal  |
| Ibaka 8  | Rimbalzi | 7 Ibrahim    |

| Arbitri: | Christos Christodoulou Vaughan Mayberry Rüştü Nuran |

|            |          |            |
| Haddadi 29 | Punti    | 18 Bielica |
| Baharmi 7  | Assist   | 9 Teodosić |
| Haddadi 5  | Rimbalzi | 10 Bielica |

| Arbitri: | Michael Weiland Yuji Hirahara Oļegs Latiševs |

|              |          |              |
| Lauvergne 12 | Punti    | 12 el-Gammal |
| Heurtel 8    | Assist   | 3 el-Gammal  |
| Lauvergne 7  | Rimbalzi | 4 el-Gammal  |

| Arbitri: | Jorge Vázquez Anthony Jordan Borys Ryžyk |

|                    |          |             |
| Barbosa 11         | Punti    | 26 P. Gasol |
| Barbosa, Taylor 2  | Assist   | 6 Rubio     |
| Marquinhos, Nenê 5 | Rimbalzi | 9 P. Gasol  |

| Arbitri: | Anthony Jordan Yuji Hirahara Borys Ryžyk |

|                        |          |            |
| Shousha 15             | Punti    | 24 Kamrani |
| el-Gammal, el-Sabagh 3 | Assist   | 6 Bahrami  |
| Kamal 5                | Rimbalzi | 15 Haddadi |

| Arbitri: | Christos Christodoulou Vaughan Mayberry Michael Weiland |

|                      |          |               |
| Teodosić 14          | Punti    | 21 Marquinhos |
| Teodosić 5           | Assist   | 6 Splitter    |
| Bjelica, Raduljica 5 | Rimbalzi | 9 Varejão     |

| Arbitri: | Guerrino Cerebuch Oļegs Latiševs Jorge Vázquez |

|             |          |                |
| M. Gasol 17 | Punti    | 11 Batum, Diot |
| Rubio 5     | Assist   | 3 Diaw         |
| Ibaka 8     | Rimbalzi | 8 Piétrus      |

| Arbitri: | Guerrino Cerebuch Oļegs Latiševs Borys Ryžyk |

|              |          |                |
| Barbosa 22   | Punti    | 16 el-Gammal   |
| Raulzinho 10 | Assist   | 5 el-Gammal    |
| Varejão 10   | Rimbalzi | 5 Genedy, Kejo |

| Arbitri: | Michael Weiland Yuji Hirahara Vaughan Mayberry |

|            |          |            |
| Bahrami 23 | Punti    | 15 Heurtel |
| Kamrani 5  | Assist   | 4 Heurtel  |
| Haddadi 15 | Rimbalzi | 5 Diaw     |

| Arbitri: | Anthony Jordan Rüştü Nuran Jorge Vázquez |

|              |          |             |
| Bjelica 19   | Punti    | 20 P. Gasol |
| Bogdanović 4 | Assist   | 6 Rubio     |
| Bjelica 10   | Rimbalzi | 8 M. Gasol  |

#### Gruppo B
| Pos. | Squadra    | Pt | G | V | P | PF  | PS  | DP  | SD  |
| ---- | ---------- | -- | - | - | - | --- | --- | --- | --- |
| 1.   | Grecia     | 10 | 5 | 5 | 0 | 414 | 349 | +65 |     |
| 2.   | Croazia    | 8  | 5 | 3 | 2 | 414 | 398 | +16 | 1-0 |
| 3.   | Argentina  | 8  | 5 | 3 | 2 | 420 | 371 | +49 | 0-1 |
| 4.   | Senegal    | 7  | 5 | 2 | 3 | 348 | 399 | -51 |     |
| 5.   | Porto Rico | 6  | 5 | 1 | 4 | 388 | 446 | -58 | 1-0 |
| 6.   | Filippine  | 6  | 5 | 1 | 4 | 383 | 404 | -21 | 0-1 |

##### Risultati
| Arbitri: | José Reies Mohaamed Almiri Fernando Rocha |

|                |          |            |
| Bogdanović 26  | Punti    | 28 Blatche |
| Šarić, Tomić 4 | Assist   | 6 Alapag   |
| Tomić 11       | Rimbalzi | 12 Blatche |

| Arbitri: | Luigi Lamonica Michael Aylen Ilija Belosevic |

|            |          |             |
| Barea 24   | Punti    | 20 Scola    |
| Barea 4    | Assist   | 10 Prigioni |
| Clemente 6 | Rimbalzi | 11 Nocioni  |

| Arbitri: | Juan González Carlos Julio Stephen Seibel |

|                |          |                                 |
| Kaimakoglou 17 | Punti    | 21 Dieng                        |
| Sloukas 4      | Assist   | 2 d'Almeida, Mam. N'Doye, Ndour |
| Kaimakoglou 8  | Rimbalzi | 14 Dieng                        |

| Arbitri: | Juan González José Reyes Fernando Rocha |

|            |          |             |
| Scola 30   | Punti    | 18 Simon    |
| Campazzo 6 | Assist   | 9 Lafayette |
| Scola 9    | Rimbalzi | 9 Šarić     |

| Arbitri: | Michael Aylen Ilija Belošević Carlos Julio |

|                   |          |                     |
| Faye 20           | Punti    | 21 Balkman          |
| d'Almeida, Diop 3 | Assist   | 5 Rivera            |
| Dieng 13          | Rimbalzi | 7 Balkman, Santiago |

| Arbitri: | Luigi Lamonica Mohammad Al-Amiri Stephen Seibel |

|            |          |                |
| Blatche 21 | Punti    | 25 Printezīs   |
| Alapag 3   | Assist   | 4 Papanikolaou |
| Blatche 14 | Rimbalzi | 10 Mpourousīs  |

| Arbitri: | Michael Aylen Mohammad Al-Amiri Stephen Seibel |

|                      |          |             |
| Bogdanović, Šarić 15 | Punti    | 27 Dieng    |
| Šarić 4              | Assist   | 5 d'Almeida |
| Tomić 9              | Rimbalzi | 8 Dieng     |

| Arbitri: | Ilija Belošević Juan González Carlos Julio |

|                   |          |                  |
| Scola 19          | Punti    | 18 de Ocampo     |
| Campazzo, Scola 4 | Assist   | 2 Alapag, Castro |
| Mata 9            | Rimbalzi | 15 Blatche       |

| Arbitri: | Luigi Lamonica José Reyes Fernando Rocha |

|            |          |                |
| Balkman 23 | Punti    | 19 Zīsīs       |
| Barea 5    | Assist   | 6 Mpourousīs   |
| Franklin 6 | Rimbalzi | 11 Kaimakoglou |

| Arbitri: | José Reyes Juan González Carlos Julio |

|             |          |            |
| Blatche 25  | Punti    | 30 Barea   |
| de Ocampo 3 | Assist   | 3 Rivera   |
| Blatche 14  | Rimbalzi | 9 Franklin |

| Arbitri: | Ilija Belošević Mohammad Al-Amiri Stephen Seibel |

|             |          |                |
| Dieng 11    | Punti    | 22 Scola       |
| d'Almeida 4 | Assist   | 6 Laprovíttola |
| Dieng 8     | Rimbalzi | 14 Scola       |

| Arbitri: | Luigi Lamonica Michael Aylen Fernando Rocha |

|                              |          |               |
| Kaimakoglou, Papanikolaou 14 | Punti    | 20 Bogdanović |
| Zīsīs 10                     | Assist   | 3 Lafayette   |
| Mpourousīs 10                | Rimbalzi | 9 Tomić       |

| Arbitri: | Ilija Belošević Fernando Rocha Carlos Julio |

|              |          |                    |
| Faye 20      | Punti    | 18 Alapag, Blatche |
| d'Almeida 14 | Assist   | 4 Alapag           |
| Dieng 14     | Rimbalzi | 14 Blatche         |

| Arbitri: | Luigi Lamonica Mohammad Al-Amiri Stephen Seibel |

|                  |          |           |
| Bogdanović 23    | Punti    | 20 Barea  |
| Ukić 6           | Assist   | 6 Rivera  |
| Markota, Simon 7 | Rimbalzi | 4 Huertas |

| Arbitri: | José Reyes Michael Aylen Juan González |

|                   |          |               |
| Scola 17          | Punti    | 18 Calathes   |
| Campazzo 5        | Assist   | 5 Zīsīs       |
| Campazzo, Scola 5 | Rimbalzi | 15 Mpourousīs |

#### Gruppo C
| Pos. | Squadra         | Pt | G | V | P | PF  | PS  | DP   | SD  | GA    |
| ---- | --------------- | -- | - | - | - | --- | --- | ---- | --- | ----- |
| 1.   | Stati Uniti     | 10 | 5 | 5 | 0 | 511 | 345 | +166 |     |       |
| 2.   | Turchia         | 8  | 5 | 3 | 2 | 365 | 372 | -7   |     |       |
| 3.   | Rep. Dominicana | 7  | 5 | 2 | 3 | 347 | 386 | -39  | 1-1 | 1,022 |
| 4.   | Nuova Zelanda   | 7  | 5 | 2 | 3 | 347 | 376 | -29  | 1-1 | 0,993 |
| 5.   | Ucraina         | 7  | 5 | 2 | 3 | 344 | 369 | -25  | 1-1 | 0,985 |
| 6.   | Finlandia       | 6  | 5 | 1 | 4 | 342 | 408 | -66  |     |       |

##### Risultati
| Arbitri: | Milivoje Jovčić Matej Boltauzer Alejandro Chiti |

|                       |          |                |
| Jeter 16              | Punti    | 18 García      |
| Hladyr 3              | Assist   | 4 García       |
| Kornijenko, Kravcov 7 | Rimbalzi | 9 Báez, Vargas |

| Arbitri: | Cristiano Maranho Joseph Bissang Ferdinand Pasqual |

|               |          |                    |
| C. Webster 22 | Punti    | 16 Savaş           |
| Tait 3        | Assist   | 3 Hersek, Preldžič |
| Vukona 8      | Rimbalzi | 6 Preldžič         |

| Arbitri: | Miguel Pérez Arnaud Kom Njilo Alejandro Sánchez |

|             |          |                  |
| Thompson 18 | Punti    | 12 Huff, Koponen |
| Curry 5     | Assist   | 4 Koponen        |
| Cousins 10  | Rimbalzi | 7 Murphy         |

| Arbitri: | Miguel Pérez Matej Boltauzer Arnaud Kom Njilo |

|                      |          |                     |
| García 29            | Punti    | 22 Abercrombie      |
| Coronado, Feldeine 4 | Assist   | 3 quattro giocatori |
| Báez 9               | Rimbalzi | 5 Penney            |

| Arbitri: | Cristiano Maranho Milivoje Jovčić Ferdinand Pascual |

|                |          |           |
| Huff 23        | Punti    | 24 Jeter  |
| Koponen 9      | Assist   | 9 Jeter   |
| Huff, Murphy 8 | Rimbalzi | 8 Kravcov |

| Arbitri: | Alejandro Chiti Joseph Bissang Alejandro Sánchez |

|            |          |           |
| Akyol 12   | Punti    | 22 Faried |
| Preldžič 5 | Assist   | 7 Harden  |
| Aşık 8     | Rimbalzi | 8 Faried  |

| Arbitri: | Miguel Pérez Alejandro Chiti Alejandro Sánchez |

|           |          |                    |
| Mišula 19 | Punti    | 16 Aşık            |
| Jeter 6   | Assist   | 3 Hersek, Preldžič |
| Kravcov 7 | Rimbalzi | 20 Aşık            |

| Arbitri: | Milivoje Jovčić Matej Boltauzer Ferdinand Pascual |

|           |          |                       |
| Davis 21  | Punti    | 11 Anthony            |
| Harden 4  | Assist   | 3 Tait                |
| Faried 11 | Rimbalzi | 5 Abercrombie, Vukona |

| Arbitri: | Cristiano Maranho Joseph Bissang Arnaud Kom Njilo |

|            |          |            |
| Koponen 23 | Punti    | 18 Vargas  |
| Koponen 9  | Assist   | 6 Feldeine |
| Lee 6      | Rimbalzi | 13 Vargas  |

| Arbitri: | Cristiano Maranho Arnaud Kom Njilo Miguel Pérez |

|           |          |               |
| Penney 17 | Punti    | 15 Kornijenko |
| Frank 4   | Assist   | 6 Jeter       |
| Fotu 10   | Rimbalzi | 6 Natjažko    |

| Arbitri: | Matej Boltauzer Milivoje Jovčić Ferdinand Pascual |

|                          |          |            |
| Aşık 22                  | Punti    | 17 Koponen |
| Güler 5                  | Assist   | 5 Koponen  |
| Aşık, Gönlüm, Preldžič 8 | Rimbalzi | 6 Murphy   |

| Arbitri: | Joseph Bissang Alejandro Chiti Alejandro Sánchez |

|                  |          |           |
| Liz 15           | Punti    | 16 Faried |
| Feldeine, Sosa 4 | Assist   | 7 Curry   |
| Feldeine 6       | Rimbalzi | 7 Davis   |

| Arbitri: | Miguel Pérez Alejandro Chiti Alejandro Sánchez |

|                      |          |           |
| Lee 17               | Punti    | 18 Fotu   |
| Rannikko 7           | Assist   | 5 Tait    |
| Lee, Murphy, Salin 5 | Rimbalzi | 12 Vukona |

| Arbitri: | Matej Boltauzer Arnaud Kom Njilo Ferdinand Pascual |

|              |          |           |
| Kravcov 15   | Punti    | 17 Harden |
| Mišula       | Assist   | 6 Irving  |
| Kornijenko 6 | Rimbalzi | 8 Faried  |

| Arbitri: | Cristiano Maranho Joseph Bissang Milivoje Jovčić |

|                     |          |            |
| Savaş 15            | Punti    | 18 García  |
| Preldžič, Tunçeri 5 | Assist   | 6 Coronado |
| Aşık 10             | Rimbalzi | 9 Martínez |

#### Gruppo D
| Pos. | Squadra       | Pt | G | V | P | PF  | PS  | DP   | SD  |
| ---- | ------------- | -- | - | - | - | --- | --- | ---- | --- |
| 1.   | Lituania      | 9  | 5 | 4 | 1 | 383 | 331 | +52  | 1-0 |
| 2.   | Slovenia      | 9  | 5 | 4 | 1 | 425 | 374 | +51  | 0-1 |
| 3.   | Australia     | 8  | 5 | 3 | 2 | 404 | 373 | +31  |     |
| 4.   | Messico       | 7  | 5 | 2 | 3 | 370 | 372 | -2   | 1-0 |
| 5.   | Angola        | 7  | 5 | 2 | 3 | 375 | 399 | -24  | 0-1 |
| 6.   | Corea del Sud | 5  | 5 | 0 | 5 | 316 | 424 | -108 |     |

##### Risultati
| Arbitri: | Īlia Koromīlas Sreten Radović Luis Roberto Vasquez |

|                      |          |           |
| Cipriano, Moreira 16 | Punti    | 15 Kim S. |
| Costa 6              | Assist   | 5 Kim S.  |
| Moreira 10           | Rimbalzi | 5 Yang H. |

| Arbitri: | Steven Anderson Reynaldo Mercedes Eddie Viator |

|               |          |                   |
| Baynes 21     | Punti    | 21 G. Dragić      |
| Dellavedova 5 | Assist   | 4 G. Dragić       |
| Baynes 7      | Rimbalzi | 7 G. Dragić, Omić |

| Arbitri: | Marcos Benito Robert Lottermoser Kingsley Ojeaburu |

|         |          |               |
| Cruz 21 | Punti    | 19 Mačiulis   |
| Cruz 4  | Assist   | 5 Seibutis    |
| Ayón 6  | Rimbalzi | 5 Valančiūnas |

| Arbitri: | Eddie Viator Steven Anderson Kingsley Ojeaburu |

|           |          |               |
| Kim S. 13 | Punti    | 17 Ingles     |
| Park 4    | Assist   | 8 Dellavedova |
| O 4       | Rimbalzi | 10 Baynes     |

| Arbitri: | Marcos Benito Īlia Koromīlas Robert Lottermoser |

|              |          |             |
| Z. Dragić 22 | Punti    | 23 Ayón     |
| G. Dragić 6  | Assist   | 4 Cruz      |
| Murić 4      | Rimbalzi | 5 Hernández |

| Arbitri: | Reynaldo Mercedes Yevgeniy Mikheyev Luis Vázquez |

|                |          |            |
| Motiejūnas 12  | Punti    | 14 Mingas  |
| Seibutis 4     | Assist   | 3 Cipriano |
| Valančiūnas 13 | Rimbalzi | 9 Mingas   |

| Arbitri: | Sreten Radović Īlia Koromīlas Eddie Viator |

|            |          |              |
| Joaquim 13 | Punti    | 24 Hernández |
| Barros 3   | Assist   | 4 Cruz       |
| Moreira 9  | Rimbalzi | 12 Ayón      |

| Arbitri: | Reynaldo Mercedes Marcos Benito Luis Vázquez |

|           |          |               |
| Ingles 18 | Punti    | 21 Seibutis   |
| Ingles 4  | Assist   | 3 Seibutis    |
| Baynes 6  | Rimbalzi | 6 Valančiūnas |

| Arbitri: | Steven Anderson Robert Lottermoser Yevgeniy Mikheyev |

|           |          |              |
| Lee 12    | Punti    | 22 G. Dragić |
| Mun 3     | Assist   | 4 G. Dragić  |
| Kim Jo. 6 | Rimbalzi | 11 Omić      |

| Arbitri: | Sreten Radović Robert Lottermoser Luis Vázquez |

|                 |          |            |
| Ayón 11         | Punti    | 21 Baynes  |
| Méndez-Valdez 5 | Assist   | 5 Ingles   |
| Ayón 9          | Rimbalzi | 7 Andersen |

| Arbitri: | Eddie Viator Reynaldo Mercedes Kingsley Ojeaburu |

|             |          |           |
| Lorbek 17   | Punti    | 21 Fortes |
| Lorbek 4    | Assist   | 6 Costa   |
| Z. Dragić 7 | Rimbalzi | 6 Moore   |

| Arbitri: | Īlia Koromīlas Steven Anderson Yevgeniy Mikheyev |

|                |          |          |
| Juškevičius 20 | Punti    | 15 Mun   |
| Motiejūnas 5   | Assist   | 4 Kim T. |
| Valančiūnas 8  | Rimbalzi | 4 Lee, O |

| Arbitri: | Sreten Radović Yevgeniy Mikheyev Robert Lottermoser |

|             |          |            |
| Goulding 22 | Punti    | 38 Moreira |
| Exum 6      | Assist   | 6 Costa    |
| Goulding 6  | Rimbalzi | 15 Moreira |

| Arbitri: | Marcos Benito Kingsley Ojeaburu Luis Vázquez |

|               |          |                 |
| Mun 16        | Punti    | 16 Hernández    |
| Jo, Yang D. 4 | Assist   | 4 Méndez-Valdez |
| Yang H. 5     | Rimbalzi | 11 Hernández    |

| Arbitri: | Steven Anderson Īlia Koromīlas Eddie Viator |

|                 |          |             |
| Valančiūnas 12  | Punti    | 14 Lorbek   |
| Juškevičius 3   | Assist   | 4 G. Dragić |
| D. Lavrinovič 8 | Rimbalzi | 8 Omić      |

### Fase a eliminazione diretta

#### Tabellone
|  | Ottavi di finale | Ottavi di finale |              |     | Quarti di finale          | Quarti di finale          |              |              | Semifinali | Semifinali |  |  | Finale | Finale |
|  |                  |                  |              |     |                           |                           |              |              |            |            |  |  |        |        |
|  | 6 settembre      |                  |              |     |                           |                           |              |              |            |            |  |  |        |        |
|  |                  |                  |              |     |                           |                           |              |              |            |            |  |  |        |        |
|  | Rep. Dominicana  | 61               |              |     |                           |                           |              |              |            |            |  |  |        |        |
|  | Rep. Dominicana  | 61               | 9 settembre  |     |                           |                           |              |              |            |            |  |  |        |        |
|  | Slovenia         | 71               |              |     |                           |                           |              |              |            |            |  |  |        |        |
|  | Slovenia         | 71               | Slovenia     | 76  |                           |                           |              |              |            |            |  |  |        |        |
|  | 6 settembre      |                  | Slovenia     | 76  |                           |                           |              |              |            |            |  |  |        |        |
|  |                  | Stati Uniti      | 119          |     |                           |                           |              |              |            |            |  |  |        |        |
|  | Stati Uniti      | Stati Uniti      | 119          | 86  |                           |                           |              |              |            |            |  |  |        |        |
|  | Stati Uniti      |                  | 11 settembre | 86  |                           |                           |              |              |            |            |  |  |        |        |
|  | Messico          | 63               |              |     |                           |                           |              |              |            |            |  |  |        |        |
|  | Messico          | 63               | Stati Uniti  | 96  |                           |                           |              |              |            |            |  |  |        |        |
|  | 7 settembre      |                  | Stati Uniti  | 96  |                           |                           |              |              |            |            |  |  |        |        |
|  |                  | Lituania         | 68           |     |                           |                           |              |              |            |            |  |  |        |        |
|  | Nuova Zelanda    | Lituania         | 68           | 71  |                           |                           |              |              |            |            |  |  |        |        |
|  | Nuova Zelanda    | 9 settembre      |              | 71  |                           |                           |              |              |            |            |  |  |        |        |
|  | Lituania         | 76               |              |     |                           |                           |              |              |            |            |  |  |        |        |
|  | Lituania         | 76               | Lituania     | 73  |                           |                           |              |              |            |            |  |  |        |        |
|  | 7 settembre      |                  | Lituania     | 73  |                           |                           |              |              |            |            |  |  |        |        |
|  |                  | Turchia          | 61           |     |                           |                           |              |              |            |            |  |  |        |        |
|  | Turchia          | Turchia          | 61           | 65  |                           |                           |              |              |            |            |  |  |        |        |
|  | Turchia          |                  | 14 settembre | 65  |                           |                           |              |              |            |            |  |  |        |        |
|  | Australia        | 64               |              |     |                           |                           |              |              |            |            |  |  |        |        |
|  | Australia        | 64               | Stati Uniti  | 129 |                           |                           |              |              |            |            |  |  |        |        |
|  | 6 settembre      |                  | Stati Uniti  | 129 |                           |                           |              |              |            |            |  |  |        |        |
|  |                  | Serbia           | 92           |     |                           |                           |              |              |            |            |  |  |        |        |
|  | Francia          | Serbia           | 92           | 69  |                           |                           |              |              |            |            |  |  |        |        |
|  | Francia          | 10 settembre     |              | 69  |                           |                           |              |              |            |            |  |  |        |        |
|  | Croazia          | 64               |              |     |                           |                           |              |              |            |            |  |  |        |        |
|  | Croazia          | 64               | Francia      | 65  |                           |                           |              |              |            |            |  |  |        |        |
|  | 6 settembre      |                  | Francia      | 65  |                           |                           |              |              |            |            |  |  |        |        |
|  |                  | Spagna           | 52           |     |                           |                           |              |              |            |            |  |  |        |        |
|  | Spagna           | Spagna           | 52           | 89  |                           |                           |              |              |            |            |  |  |        |        |
|  | Spagna           |                  | 12 settembre | 89  |                           |                           |              |              |            |            |  |  |        |        |
|  | Senegal          | 56               |              |     |                           |                           |              |              |            |            |  |  |        |        |
|  | Senegal          | 56               | Francia      | 85  |                           |                           |              |              |            |            |  |  |        |        |
|  | 7 settembre      |                  | Francia      | 85  |                           |                           |              |              |            |            |  |  |        |        |
|  |                  | Serbia           | 90           |     | Finale per il terzo posto | Finale per il terzo posto |              |              |            |            |  |  |        |        |
|  | Serbia           | Serbia           | 90           | 90  | Finale per il terzo posto | Finale per il terzo posto |              |              |            |            |  |  |        |        |
|  | Serbia           | 10 settembre     | 10 settembre | 90  |                           |                           | 13 settembre | 13 settembre |            |            |  |  |        |        |
|  | Grecia           | 10 settembre     | 10 settembre | 72  |                           |                           | 13 settembre | 13 settembre |            |            |  |  |        |        |
|  | Grecia           | Serbia           | 84           | 72  | Francia                   | 95                        |              |              |            |            |  |  |        |        |
|  | 7 settembre      | Serbia           | 84           |     | Francia                   | 95                        |              |              |            |            |  |  |        |        |
|  |                  | Brasile          | 56           |     | Lituania                  | 93                        |              |              |            |            |  |  |        |        |
|  | Brasile          | Brasile          | 56           | 85  | Lituania                  | 93                        |              |              |            |            |  |  |        |        |
|  | Brasile          |                  |              | 85  |                           |                           |              |              |            |            |  |  |        |        |
|  | Argentina        | 65               |              |     |                           |                           |              |              |            |            |  |  |        |        |
|  | Argentina        | 65               |              |     |                           |                           |              |              |            |            |  |  |        |        |

#### Risultati

##### Ottavi di finale
| Arbitri: | Eddie Viator Carlos Julio Oļegs Latiševs |

|               |          |                |
| Curry 20      | Punti    | 25 Ayón        |
| Curry, Rose 4 | Assist   | 3 J. Gutiérrez |
| Faried 8      | Rimbalzi | 8 Ayón         |

| Arbitri: | Anthony Jordan José Reyes Borys Ryžyk |

|            |          |               |
| Batum 14   | Punti    | 27 Bogdanović |
| Diaw 5     | Assist   | 6 Lafayette   |
| Gelabale 6 | Rimbalzi | 7 Šarić       |

| Arbitri: | Christos Christodoulou Alejandro Chiti Juan González |

|             |          |              |
| Feldeine 18 | Punti    | 18 Z. Dragić |
| Feldeine 3  | Assist   | 6 G. Dragić  |
| Martínez 11 | Rimbalzi | 6 Slokar     |

| Arbitri: | Sreten Radović Matej Boltauzer Robert Lottermoser |

|                   |          |                        |
| P. Gasol 17       | Punti    | 12 Badji, Faye         |
| Rubio 6           | Assist   | 4 d'Almeida            |
| Ibaka, M. Gasol 6 | Rimbalzi | 7 Badji, Dieng, Thomas |

| Arbitri: | Ilija Belošević Alejandro Chiti Ferdinand Pascual |

|               |          |                |
| C. Webster 26 | Punti    | 22 Valančiūnas |
| Penney 3      | Assist   | 5 Seibutis     |
| Vukona 10     | Rimbalzi | 13 Valančiūnas |

| Arbitri: | Michael Aylen Robert Lottermoser Stephen Seibel |

|               |          |               |
| Bogdanović 21 | Punti    | 14 Calathes   |
| Teodosić 5    | Assist   | 5 Printezīs   |
| Bjelica 10    | Rimbalzi | 6 Kaimakoglou |

| Arbitri: | Cristiano Maranho Steven Anderson Oļegs Latiševs |

|                    |          |               |
| Güler, Preldžič 16 | Punti    | 15 Baynes     |
| Tunçeri 3          | Assist   | 5 Dellavedova |
| Preldžič 7         | Rimbalzi | 7 Baynes      |

| Arbitri: | Luigi Lamonica Sreten Radović Jorge Vázquez |

|                 |          |                   |
| Raulzinho 21    | Punti    | 18 Prigioni       |
| Nenê, Varejão 4 | Assist   | 3 Prigioni, Scola |
| Varejão 9       | Rimbalzi | 7 Scola           |

##### Quarti di finale
| Arbitri: | Juan González Stephen Seibel Eddie Viator |

|                    |          |            |
| Seibutis 19        | Punti    | 13 Gönlüm  |
| Pocius, Seibutis 3 | Assist   | 5 Preldžič |
| Valančiūnas 13     | Rimbalzi | 10 Aşık    |

| Arbitri: | Cristiano Maranho Robert Lottermoser Ferdinand Pascual |

|                   |          |             |
| G. Dragić 13      | Punti    | 20 Thompson |
| G. Dragić 4       | Assist   | 5 Rose      |
| Balažič, Lorbek 6 | Rimbalzi | 11 Davis    |

| Arbitri: | Steven Anderson José Reyes Borys Ryžyk |

|             |          |                      |
| Teodosić 23 | Punti    | 12 Anderson          |
| Bjelica 5   | Assist   | 9 Marcelinho Huertas |
| Bjelica 8   | Rimbalzi | 9 Anderson           |

| Arbitri: | Luigi Lamonica Michael Aylen Oļegs Latiševs |

|                 |          |             |
| Diaw 15         | Punti    | 17 P. Gasol |
| Diot, Heurtel 4 | Assist   | 3 Fernández |
| Gobert 13       | Rimbalzi | 8 P. Gasol  |

##### Semifinali
| Arbitri: | José Reyes Matej Boltauzer Sreten Radović |

|           |          |                            |
| Irving 18 | Punti    | 15 Kuzminskas, Valančiūnas |
| Irving 4  | Assist   | 2 Juškevičius, Seibutis    |
| Gay 7     | Rimbalzi | 9 Kuzminskas               |

| Arbitri: | Cristiano Maranho Alejandro Chiti Christos Christodoulou |

|           |          |                     |
| Batum 35  | Punti    | 24 Teodosić         |
| Heurtel 6 | Assist   | 5 Bjelica, Marković |
| Diaw 10   | Rimbalzi | 7 Bjelica           |

##### Finale 3º posto
| Arbitri: | Steven Anderson Ilija Belošević Juan Carlos González |

|                |          |             |
| Valančiūnas 25 | Punti    | 27 Batum    |
| Seibutis 4     | Assist   | 4 Diaw      |
| Valančiūnas 9  | Rimbalzi | 9 Lauvergne |

##### Finale
| Arbitri: | Stephen Seibel Borys Ryžyk Eddie Viator |

|                                                                                               |            | |
| Irving 26                                                                                     | Punti      | 18 Bjelica |
| Rose 6                                                                                        | Assist     | 7 Teodosić |
| Cousins 9                                                                                     | Rimbalzi   | 6 Marković |
| Curry, Faried, Irving, Harden, Davis Thompson, Rose, Gay, DeRozan, Plumlee, Cousins, Drummond | Formazioni | Teodosić, Bjelica, Marković, Kalinić, Raduljica Simonović, Jović, Bogdanović, Birčević, Krstić, Katić, Štimac |
| Mike Krzyzewski                                                                               | Allenatori | Aleksandar Đorđević                                                                                           |

## Classifica finale
|  | Qualificata ai Giochi Olimpici Rio 2016 |

| Campione del Mondo | Campione del Mondo | Campione del Mondo |
| --- | ------------------ | --- |
| Stati Uniti4 Curry, 5 Thompson, 6 Rose, 7 Faried, 8 Gay, 9 DeRozan, 10 Irving, 11 Plumlee, 12 Cousins, 13 Harden, 14 Davis, 15 Drummond, All. Mike Krzyzewski |                    | |
| Argento | Serbia             | Serbia4 Teodosić, 5 Simonović, 6 Jović, 7 Bogdanović, 8 Bjelica, 9 Marković, 10 Kalinić, 11 Birčević, 12 Krstić, 13 Raduljica, 14 Katić, 15 Štimac, All. Aleksandar Đorđević                              |
| Bronzo | Francia            | Francia4 Heurtel, 5 Batum, 6 Diot, 7 Lauvergne, 8 Kahudi, 9 Jackson, 10 Fournier, 11 Piétrus, 12 Gobert, 13 Diaw, 14 Tillie, 15 Gelabale, All. Vincent Collet                                             |
| 4. | Lituania           | Lituania4 Pocius, 5 Juškevičius, 6 Kuzminskas, 7 D. Lavrinovič, 8 Mačiulis, 9 Seibutis, 10 Jasaitis, 11 Motiejūnas, 12 K. Lavrinovič, 13 Jankūnas, 14 Valančiūnas, 15 Vasiliauskas, All. Jonas Kazlauskas |
| 5. | Spagna             | Spagna4 P. Gasol, 5 Fernández, 6 Rodríguez, 7 Navarro, 8 Calderón, 9 Reyes, 10 Claver, 11 Rubio, 12 Llull, 13 M. Gasol, 14 Ibaka, 15 Abrines, All. Juan Antonio Orenga                                    |
| 6. | Brasile            | Brasile4 Marcelinho, 5 Raulzinho, 6 Hettsheimeir, 7 Taylor, 8 Alex, 9 Marcelinho Huertas, 10 Leandrinho, 11 Anderson, 12 Guilherme, 13 Nenê, 14 Marquinhos, 15 Tiago, All. Rubén Magnano                  |
| 7. | Slovenia           | Slovenia4 Balažič, 5 Slokar, 6 Nikolić, 7 Prepelič, 8 Murić, 9 Blažič, 10 Zupan, 11 G. Dragić, 12 Z. Dragić, 13 Lorbek, 14 Klobučar, 15 Omić, All. Jure Zdovc                                             |
| 8. | Turchia            | Turchia4 Osman, 5 Güler, 6 Ermiş, 7 Akyol, 8 Hersek, 9 Preldžič, 10 Tunçeri, 11 Savaş, 12 Gönlüm, 13 Arslan, 14 Aşık, 15 Aldemir, All. Ergin Ataman                                                       |
| 9. | Grecia             | Grecia4 Mantzarīs, 5 Mpourousīs, 6 Zīsīs, 7 Vasileiadīs, 8 Calathes, 9 Glyniadakīs, 10 Papanikolaou, 11 Sloukas, 12 Kaimakoglou, 13 Antetokounmpo, 14 Vougioukas, 15 Printezīs, All. Fōtīs Katsikarīs     |
| 10. | Croazia            | Croazia4 Tomić, 5 Andrić, 6 Lafayette, 7 Bogdanović, 8 Šarić, 9 Rudež, 10 Ukić, 11 Simon, 12 Markota, 13 Hezonja, 14 Žorić, 15 Babić, All. Jasmin Repeša                                                  |
| 11. | Argentina          | Argentina4 Scola, 5 Gallizzi, 6 Mata, 7 Campazzo, 8 Prigioni, 9 Laprovíttola, 10 Gutiérrez, 11 Delía, 12 Herrmann, 13 Nocioni, 14 Bortolín, 15 Safar, All. Julio Lamas                                    |
| 12. | Australia          | Australia4 Goulding, 5 Broekhoff, 6 Gibson, 7 Ingles, 8 Newley, 9 Dellavedova, 10 Bairstow, 11 Exum, 12 Baynes, 13 Andersen, 14 Motum, 15 Jawai, All. Andrej Lemanis                                      |
| 13. | Rep. Dominicana    | Rep. Dominicana4 Sosa, 5 Fortuna, 6 Coronado, 7 Liz, 8 Santana, 9 García, 10 Feldeine, 11 Vargas, 12 Sánchez, 13 Báez, 14 Ramón, 15 Martínez, All. Orlando Antigua                                        |
| 14. | Messico            | Messico4 Stoll, 5 Ramos, 6 Martínez, 7 J. Gutiérrez, 8 Ayón, 9 Cruz, 10 I. Gutiérrez, 11 Meza, 12 Hernández, 13 Méndez-Valdez, 14 Zamora, 15 Parada, All. Sergio Valdeolmillos                            |
| 15. | Nuova Zelanda      | Nuova Zelanda4 Tait, 5 Bartlett, 6 Penney, 7 Vukona, 8 Kenny, 9 C. Webster, 10 Abercrombie, 11 Anthony, 12 Fotu, 13 Frank, 14 Loe, 15 T. Webster, All. Nenad Vučinić                                      |
| 16. | Senegal            | Senegal4 Niang, 5 d'Almeida, 6 Thomas, 7 Mam. N'Doye, 8 Diop, 9 Mal. N'Doye, 10 Thiam, 11 Faye, 12 Ndour, 13 N'Diaye, 14 Dieng, 15 Badji, All. Cheikh Sarr                                                |
| 17. | Angola             | Angola4 Cipriano, 5 Costa, 6 Fortes, 7 Ndoniema, 8 Santos, 9 Joaquim, 10 Gomes, 11 Moore, 12 Moreira, 13 Manuel, 14 Barros, 15 Mingas, All. Paulo Macedo                                                  |
| 18. | Ucraina            | Ucraina4 Pustozvonov, 5 Jeter, 6 Mišula, 7 Mychajljuk, 8 Hladyr, 9 Lypovyj, 10 Natjažko, 11 Zabirčenko, 12 Kornijenko, 13 Zajcev, 14 Pustovyj, 15 Kravcov, All. Mike Fratello                             |
| 19. | Porto Rico         | Porto Rico4 Clemente, 5 Barea, 6 Franklin, 7 Arroyo, 8 Vassallo, 9 Rivera, 10 Díaz, 11 Sánchez, 12 Huertas, 13 Balkman, 14 Galindo, 15 Santiago, All. Paco Olmos                                          |
| 20. | Iran               | Iran4 Arghavan, 5 Mashayekhi, 6 Yakhchali, 7 Kamrani, 8 Kazemi, 9 Zangeneh, 10 Afagh, 11 Sahakian, 12 Kardoust, 13 Jamshidi, 14 Bahrami, 15 Haddadi, All. Mehmed Bečirovič                                |
| 21. | Filippine          | Filippine4 Alapag, 5 Tenorio, 6 Chan, 7 Castro, 8 David, 9 de Ocampo, 10 Norwood, 11 Blatche, 12 Fajardo, 13 Lee, 14 Aguilar, 15 Pingris, All. Chot Reyes                                                 |
| 22. | Finlandia          | Finlandia4 Koivisto, 5 Murphy, 6 Muurinen, 7 Huff, 8 Lee, 9 Salin, 10 Kotti, 11 Koponen, 12 Nuutinen, 13 Möttölä, 14 Lehto, 15 Rannikko, All. Henrik Dettmann                                             |
| 23. | Corea del Sud      | Corea del Sud4 Mun, 5 Park, 6 Yang D., 7 Kim T., 8 Lee, 9 Kim S., 10 Jo, 11 Yang H., 12 Kim Ju., 13 Heo, 14 O, 15 Kim Jo., All. Yu Jae-hak                                                                |
| 24. | Egitto             | Egitto4 Samir, 5 el-Gendi, 6 Kamal, 7 Badr, 8 Abouelanin, 9 el-Gammal, 10 el-Sabagh, 11 Genedy, 12 Shousha, 13 Kejo, 14 Ibrahim, 15 Rabie, All. Amr Aboul Kheir                                           |

## Riconoscimenti giocatori
- Miglior giocatore:  Kyrie Irving
- Miglior quintetto:

 Miloš Teodosić
 Kyrie Irving
 Nicolas Batum
 Pau Gasol
 Kenneth Faried

## Statistiche
Statistiche aggiornate al 14 settembre 2014.
Punti
| Pos. | Nome             | G | Pts | PPG  |
| ---- | ---------------- | - | --- | ---- |
| 1    | José Barea       | 5 | 110 | 22,0 |
| 2    | Andray Blatche   | 5 | 106 | 21,2 |
| 3    | Bojan Bogdanović | 6 | 127 | 21,2 |
| 4    | Pau Gasol        | 7 | 140 | 20,0 |
| 5    | Luis Scola       | 6 | 117 | 19,5 |
| 6    | Hamed Haddadi    | 5 | 94  | 18,8 |
| 7    | Yanick Moreira   | 5 | 89  | 17,8 |
| 8    | Gustavo Ayón     | 5 | 88  | 17,6 |
| 8    | Francisco García | 5 | 88  | 17,6 |
| 10   | Aron Baynes      | 5 | 84  | 16,8 |

Rimbalzi
| Pos. | Nome               | G | Rimb. | RPG  |
| ---- | ------------------ | - | ----- | ---- |
| 1    | Andray Blatche     | 5 | 69    | 13,8 |
| 2    | Hamed Haddadi      | 5 | 57    | 11,4 |
| 3    | Gorgui Dieng       | 6 | 64    | 10,7 |
| 4    | Iōannīs Mpourousīs | 6 | 55    | 9,2  |
| 5    | Luis Scola         | 6 | 51    | 8,5  |
| 6    | Jonas Valančiūnas  | 9 | 76    | 8,4  |
| 7    | Ömer Aşık          | 7 | 59    | 8,4  |
| 8    | Yanick Moreira     | 5 | 41    | 8,2  |
| 9    | Anderson Varejão   | 7 | 56    | 8,0  |
| 10   | Kenneth Faried     | 9 | 70    | 7,8  |

Assist
| Pos. | Nome             | G | Ass. | APG |
| ---- | ---------------- | - | ---- | --- |
| 1    | Petteri Koponen  | 5 | 29   | 5,8 |
| 2    | Xane d'Almeida   | 6 | 32   | 5,3 |
| 3    | Ricky Rubio      | 7 | 36   | 5,1 |
| 4    | Pooh Jeter       | 5 | 25   | 5,0 |
| 5    | Miloš Teodosić   | 9 | 40   | 4,4 |
| 6    | Samad Bahrami    | 5 | 22   | 4,4 |
| 7    | Facundo Campazzo | 6 | 26   | 4,3 |
| 7    | Nikos Zīsīs      | 6 | 26   | 4,3 |
| 9    | Goran Dragić     | 7 | 30   | 4,3 |
| 10   | Pablo Prigioni   | 6 | 25   | 4,2 |

Stoppate
| Pos. | Nome           | G | Bloc | BPG |
| ---- | -------------- | - | ---- | --- |
| 1    | Lee Jong-hyeon | 5 | 13   | 2,6 |
| 2    | Pau Gasol      | 7 | 16   | 2,3 |
| 3    | Anthony Davis  | 9 | 19   | 2,1 |
| 4    | Kim Jong-gyu   | 5 | 10   | 2,0 |
| 5    | Hamady N'Diaye | 6 | 11   | 1,8 |
| 6    | Ömer Aşık      | 7 | 11   | 1,6 |
| 7    | Gorgui Dieng   | 6 | 9    | 1,5 |
| 7    | Eloy Vargas    | 6 | 9    | 1,5 |
| 9    | Marc Gasol     | 7 | 10   | 1,4 |
| 10   | Serge Ibaka    | 6 | 8    | 1,3 |

Palle recuperate
| Pos. | Nome            | G | Rec. | SPG |
| ---- | --------------- | - | ---- | --- |
| 1    | Ricky Rubio     | 7 | 25   | 3,6 |
| 2    | Mehdi Kamrani   | 5 | 13   | 2,6 |
| 3    | James Harden    | 9 | 19   | 2,1 |
| 4    | Renaldo Balkman | 5 | 10   | 2,0 |
| 5    | Kyrie Irving    | 9 | 17   | 1,9 |
| 6    | Gorgui Dieng    | 6 | 11   | 1,8 |
| 6    | Pablo Prigioni  | 6 | 11   | 1,8 |
| 8    | Joe Ingles      | 5 | 9    | 1,8 |
| 9    | Maleye N'Doye   | 6 | 10   | 1,7 |
| 9    | Dario Šarić     | 6 | 10   | 1,7 |

Minuti
| Pos. | Nome             | G | Min. | MPG  |
| ---- | ---------------- | - | ---- | ---- |
| 1    | Gorgui Dieng     | 6 | 218  | 36,3 |
| 2    | Andray Blatche   | 5 | 169  | 33,8 |
| 3    | Bojan Bogdanović | 6 | 201  | 33,5 |
| 4    | Luis Scola       | 6 | 195  | 32,5 |
| 5    | Samad Bahrami    | 5 | 162  | 32,4 |
| 6    | Gustavo Ayón     | 5 | 161  | 32,2 |
| 7    | Gabe Norwood     | 5 | 159  | 31,8 |
| 8    | Armando Costa    | 5 | 157  | 31,4 |
| 8    | Petteri Koponen  | 5 | 157  | 31,4 |
| 10   | Pooh Jeter       | 5 | 156  | 31,2 |